# Barbula macrocarpa
Barbula macrocarpa là một loài rêu trong họ Pottiaceae. Loài này được Brid. mô tả khoa học đầu tiên năm 1806.
Danh pháp khoa học của loài này chưa được làm sáng tỏ. 